# Glyceria acutiflora
Glyceria acutiflora là một loài thực vật có hoa trong họ Hòa thảo. Loài này được Torr. mô tả khoa học đầu tiên năm 1823.

## Hình ảnh

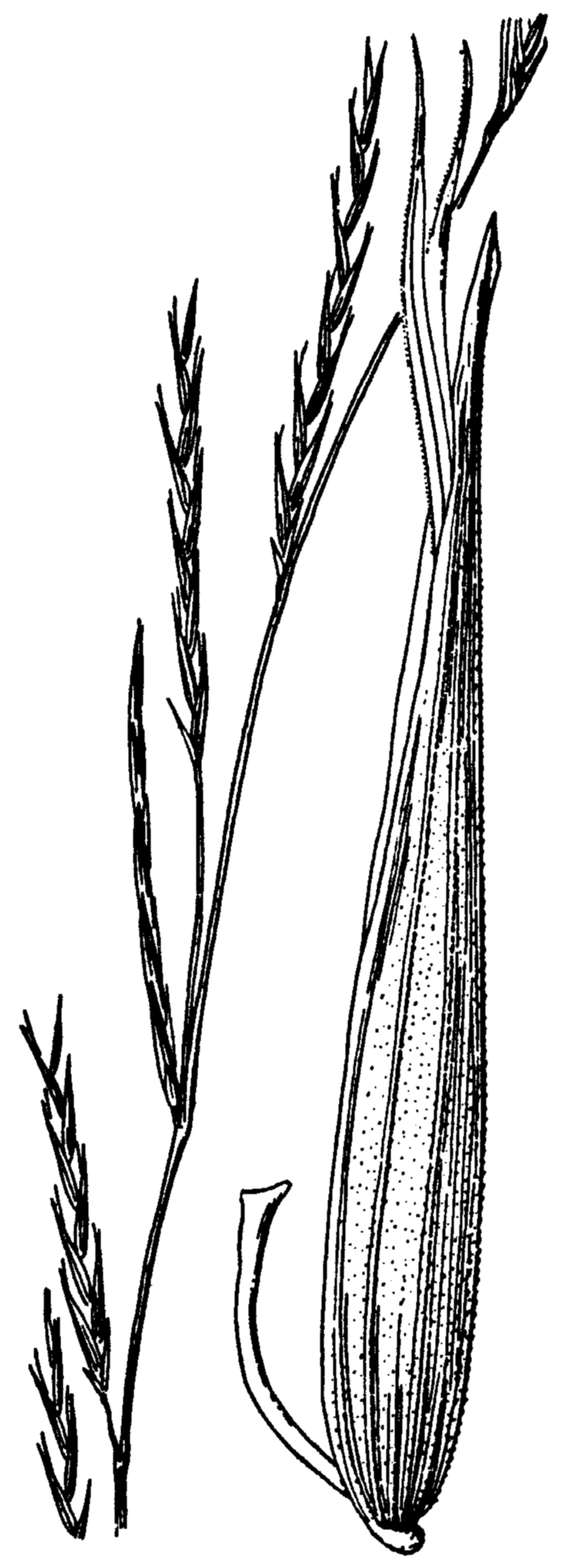